# Otterfing
Otterfing ist die nördlichste Gemeinde des oberbayerischen Landkreises Miesbach.

## Geographie

### Geografische Lage und Gemeindegebiet
Die Gemeinde liegt auf Endmoränenhügeln der letzten Eiszeit im Voralpenland mit Blick auf das Mangfallgebirge. Die Ortschaft Otterfing befindet sich an der Bundesstraße 13, 4 km nördlich von Holzkirchen und direkt an der südlichen Grenze des Landkreises München. Im Norden begrenzt der Hofoldinger Forst das Gemeindegebiet. Nach der Auflösung dieses Waldgebiets als gemeindefreien Gebiets wurden Teile davon zum 1. Januar 2011 Otterfing zugeschlagen.
In die Landeshauptstadt München sind es 30 km, zur Kreisstadt Miesbach 23 km, nach Wolfratshausen 21 km, nach Bad Tölz 22 km und nach Rosenheim 37 km.

### Gemeindegliederung
Es gibt sechs Gemeindeteile (in Klammern ist der Siedlungstyp angegeben):
- Bergham (Kirchdorf), ca. 0,5 km westlich der Ortsmitte
- Heigenkam (Einöde), ca. 2,4 km nordwestlich
- Holzham (Dorf), ca. 0,7 km südöstlich
- Otterfing (Pfarrdorf)
- Palnkam (Dorf), ca. 1,6 km südwestlich vom Ortszentrum und 1 km westlich der Bundesstraße 13
- Wettlkam (Kirchdorf), ca. 2,2 km nordwestlich

### Nachbargemeinden
Sauerlach, Aying (beide Landkreis München), Holzkirchen (Landkreis Miesbach) und Dietramszell (Landkreis Bad Tölz-Wolfratshausen).

### Natur
Das folgende Schutzgebiet berührt das Gemeindegebiet:
- Landschaftsschutzgebiet LSG Otterfing – Hofoldinger Forst (LSG-00606.01)

## Geschichte

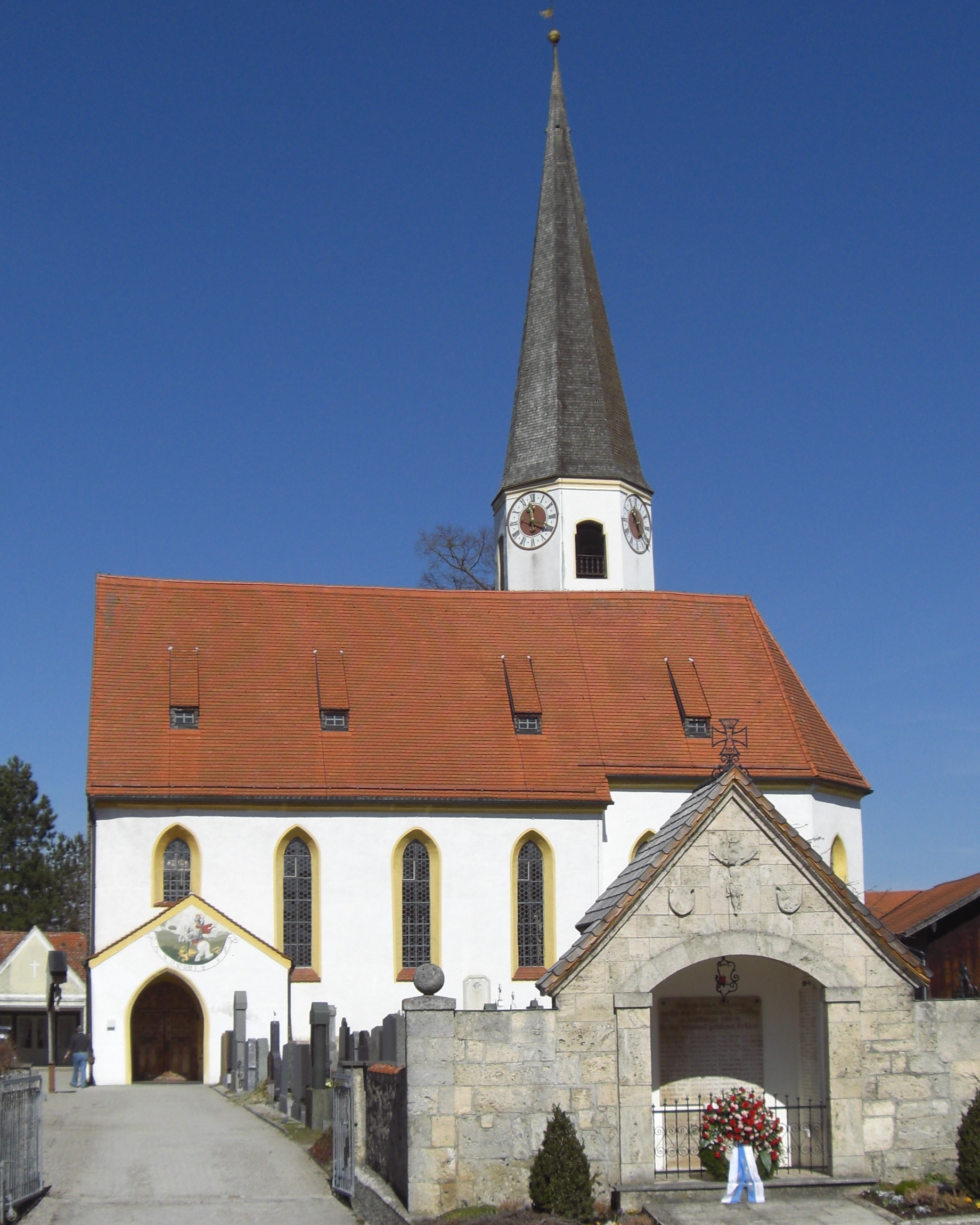
Pfarrkirche St. Georg

### Bis zur Gemeindegründung
Archäologische Funde belegen die Besiedlung schon in der Keltenzeit. 1942 wurde bei Ausschachtungsarbeiten nahe dem Bahnhof das Körpergrab einer Frau aus der spätrömischen Zeit (ca. 350 bis 355 n. Chr.) entdeckt. Neben anderen Grabbeigaben wurde aus 1,30 Meter Tiefe auch eine Münze aus der Regierungszeit von Constantius II. geborgen.
Urkundlich wurde Otterfing erstmals 1003 in einem Traditionsbuch des Klosters Tegernsee als „Otolvinga“ erwähnt und war ursprünglich die ‚Siedlung des Otolf‘. Nach vielen verschiedenen Schreibweisen wird der Ort bereits 1568 in den Bairischen Landtafeln des Philipp Apian als Otterfing bezeichnet.
Eine selbstständige politische Gemeinde ist Otterfing seit den Verwaltungsreformen in Bayern von 1818.

### Kreiszugehörigkeit
Bis zum 1. Juli 1972 gehörte Otterfing zum damaligen Landkreis Wolfratshausen. Als dieser mit dem Landkreis Bad Tölz zusammengelegt wurde, schloss sich Otterfing dem Landkreis Miesbach an.

### Einwohnerentwicklung
Zwischen 1988 und 2023 wuchs die Gemeinde von 3271 auf 4984 Einwohner bzw. um ca. 52,37 %.
- 1818: 0435 Einwohner
- 1875: 0629 Einwohner
- 1945: 0768 Einwohner
- 1950: 1492 Einwohner
- 1961: 1542 Einwohner
- 1970: 1925 Einwohner
- 1975: 2489 Einwohner
- 1988: 3271 Einwohner
- 1991: 3476 Einwohner
- 1995: 3719 Einwohner
- 2000: 4122 Einwohner
- 2005: 4337 Einwohner
- 2010: 4519 Einwohner
- 2015: 4699 Einwohner
- 2017: 4846 Einwohner[6]
- 2018: 4783 Einwohner[7]
- 2023: 4984 Einwohner
- 2024: 4974 Einwohner

## Politik

### Gemeinderat
Nach der letzten Kommunalwahl am 15. März 2020 hat der Gemeinderat 16 Mitglieder.
- SPD: 3
- Grüne: 3
- FWG: 1
- FW: 3
- CSU: 6

### Wappen
| Wappen von Otterfing | Blasonierung: „Über nach oben gebogenem, goldenem Balken in Blau zwei einander zugewendete halbe silberne Steinböcke, darüber drei, zwei zu eins gestellte, goldene Kronen.“ |
| Wappen von Otterfing | Wappenbegründung: Die Steinböcke stammen aus dem Wappen derer von Kurz von Senftenau, denen das Grafengeschlecht von Valley entstammt. Tegernsee, von denen die Kronen übernommen wurden, und Valley waren bis zur Gemeindebildung 1818 bedeutende Grundbesitzer am Ort. Der goldfarbene Bogen unten symbolisiert den Teufelsgraben, ein Trockental südlich von Otterfing, in dem einst die Schmelzwasser des Isar-Loisach-Gletschers abflossen. Otterfing führt seit 1972 ein eigenes Gemeindewappen. |

## Verkehr
Otterfing liegt an der Bahnstrecke München–Lenggries und wird von der Linie S3 der S-Bahn München bedient, die alle 20 bzw. 40 Minuten in Richtung München und Holzkirchen verkehrt. Die Bayerische Oberlandbahn bedient Otterfing zusätzlich zu den Hauptverkehrszeiten.
| Linie | Linienverlauf |
| ----- | --- |
| S3    | Mammendorf – Malching – Maisach – Gernlinden – Esting – Olching – Gröbenzell – Lochhausen – Langwied – Pasing – Laim – Hirschgarten – Donnersbergerbrücke – Hackerbrücke – Hauptbahnhof – Karlsplatz (Stachus) – Marienplatz – Isartor – Rosenheimer Platz – Ostbahnhof – St.-Martin-Straße – Giesing – Fasangarten – Fasanenpark – Unterhaching – Taufkirchen – Furth – Deisenhofen – Sauerlach – Otterfing – Holzkirchen |

Durch den Ort führt in Nord-Süd-Richtung die Bundesstraße 13. Die Bundesautobahn 8 ist drei Kilometer östlich vom Ortsmittelpunkt entfernt; die nächste Anschlussstelle Sauerlach im Norden ist in zehn und Holzkirchen im Süden in acht Kilometern zu erreichen.

## Religionen

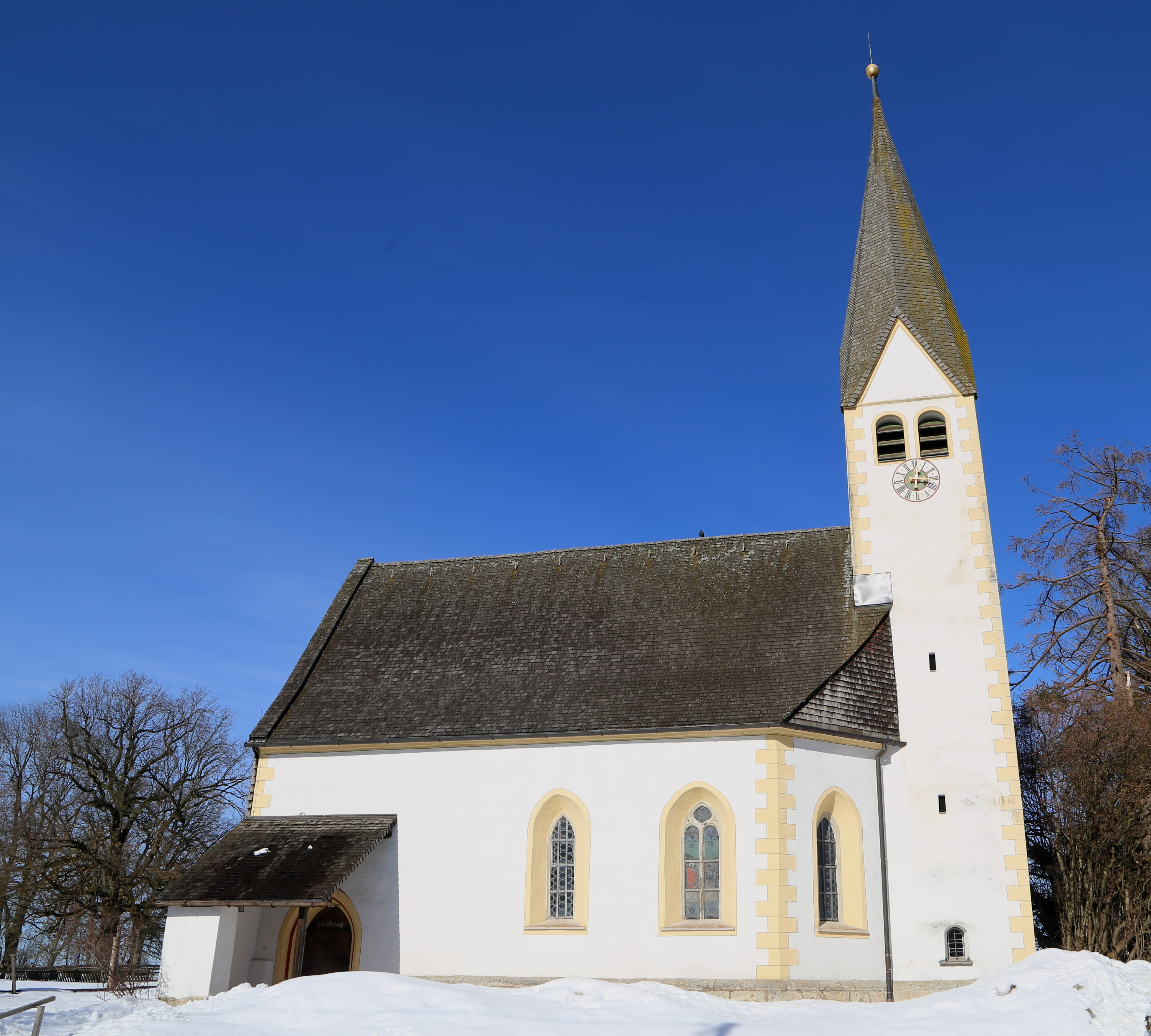
St. Valentin in Bergham

Etwa 59 % der Bevölkerung sind römisch-katholisch, 14 % evangelisch; ca. 27 % gehören keiner oder einer anderen Glaubensgemeinschaft an.
Pfarrkirche und Wahrzeichen Otterfings ist St. Georg. Filialkirchen haben die Ortsteile Bergham (St. Valentin) und Wettlkam (Heilig Kreuz).
Die Evangelisch-methodistische Kirche verfügt in Otterfing über ein Gottesdienstzentrum.
Zwei Versammlungen (Gemeinden) der Zeugen Jehovas teilen sich den in Otterfing gelegenen Gemeindesaal (sog. Königreichssaal).

### Baudenkmäler

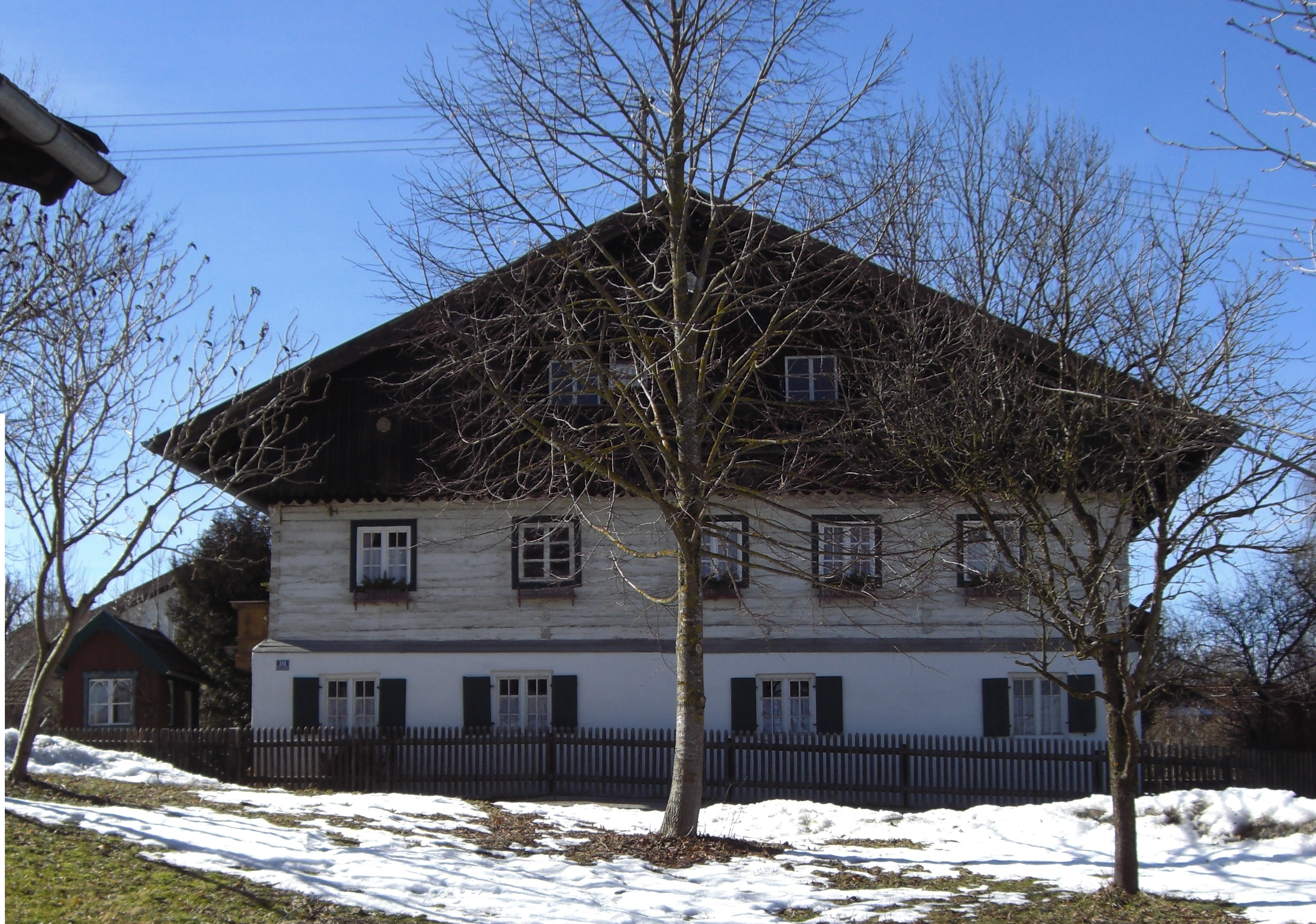
Der alte Matheishof

## Kultur und Sehenswürdigkeiten

### Vereine
- Bund Naturschutz Ortsgruppe Otterfing
- Burschenverein Otterfing
- Eisenbahnfreunde München Südost e. V.
- Freiwillige Feuerwehr Otterfing
- Gartenbauverein
- Gebirgstrachten-Erhaltungsverein „D' Teufelsgraber“
- Imkerverein
- Veteranen- und Kriegerverein Otterfing-Baiernrain

#### Musik
- Musikverein Otterfing

#### Sport
- Club de Budo
- Reitclub Wettlkam
- Reit- und Voltigierfreunde Oberland
- Schützengesellschaft Otterfing
- TSV Otterfing
- Sektion Otterfing des Deutschen Alpenvereins

### Regelmäßige Veranstaltungen

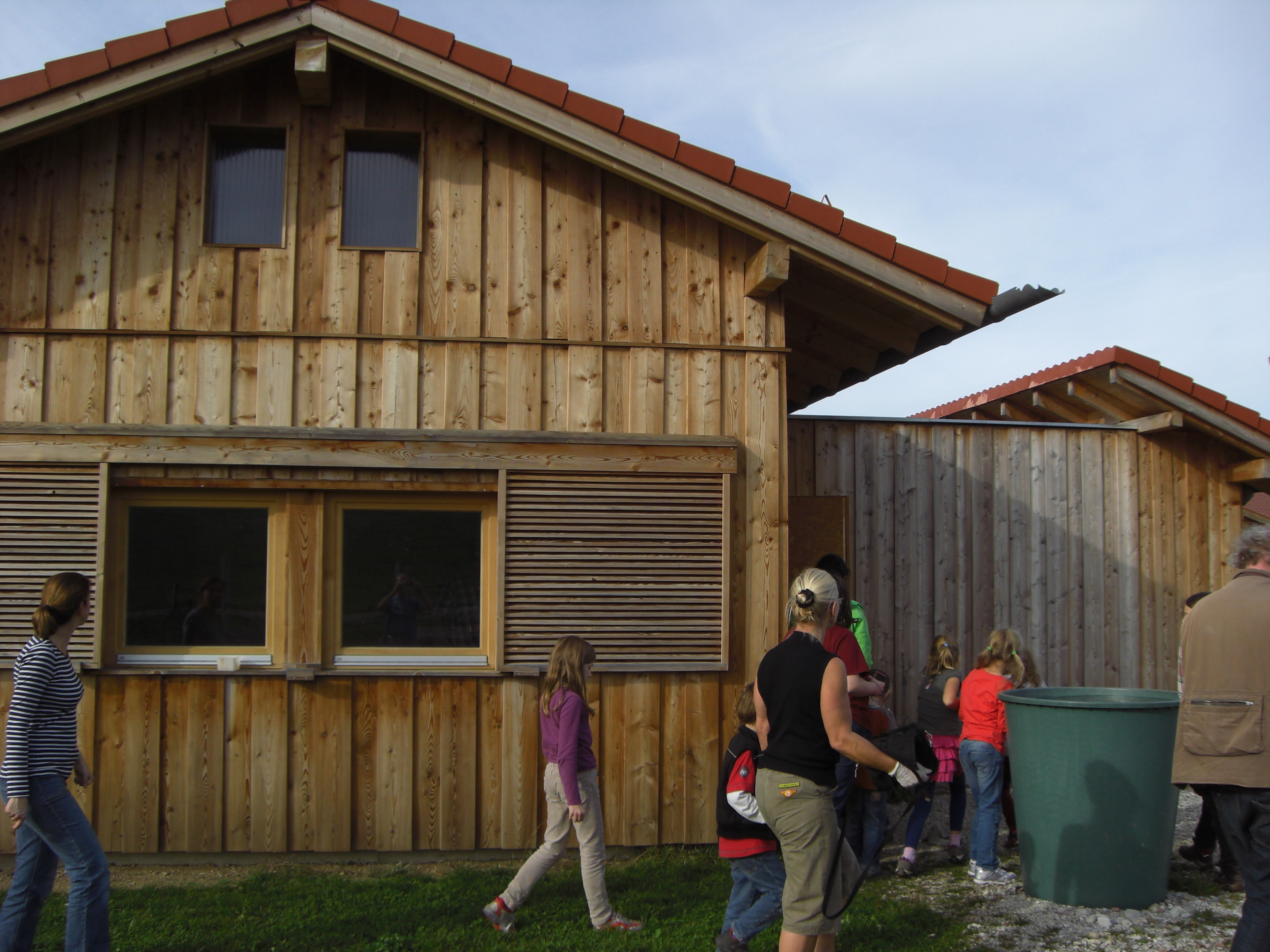
Greifvogelauffangstation

- Faschingsball Tanz auf dem Vesuv, seit 1980 am Faschingssamstag
- Faschingszug am Faschingsdienstag, alle fünf Jahre
- Otterfinger Dorffest, seit 2004, drei Tage Ende Juli/Anfang August
- Otterfinger Challenge-Cup, seit 2002, bestbesetztes U-13-Fußballturnier Süddeutschlands[9]
- Südtiroler Weinfest, seit 1978 drei Tage am ersten Septemberwochenende
- Christkindlmarkt am vierten Adventssonntag

### Greifvogelstation
Seit 1987 betreibt Alfred Aigner eine Auffangstation für Greifvögel aus der weiteren Umgebung. 2012 konnte die Station in einem Neubau zwischen Otterfing und dem Ortsteil Wettlkam erweitern.

### Otterfinger Gemeindeblatt
Das Otterfinger Gemeindeblatt erscheint monatlich und wird an jeden Einwohner zugestellt. Es ist auch auf der Website der Gemeinde zum kostenfreien Download verfügbar.

## Bildung

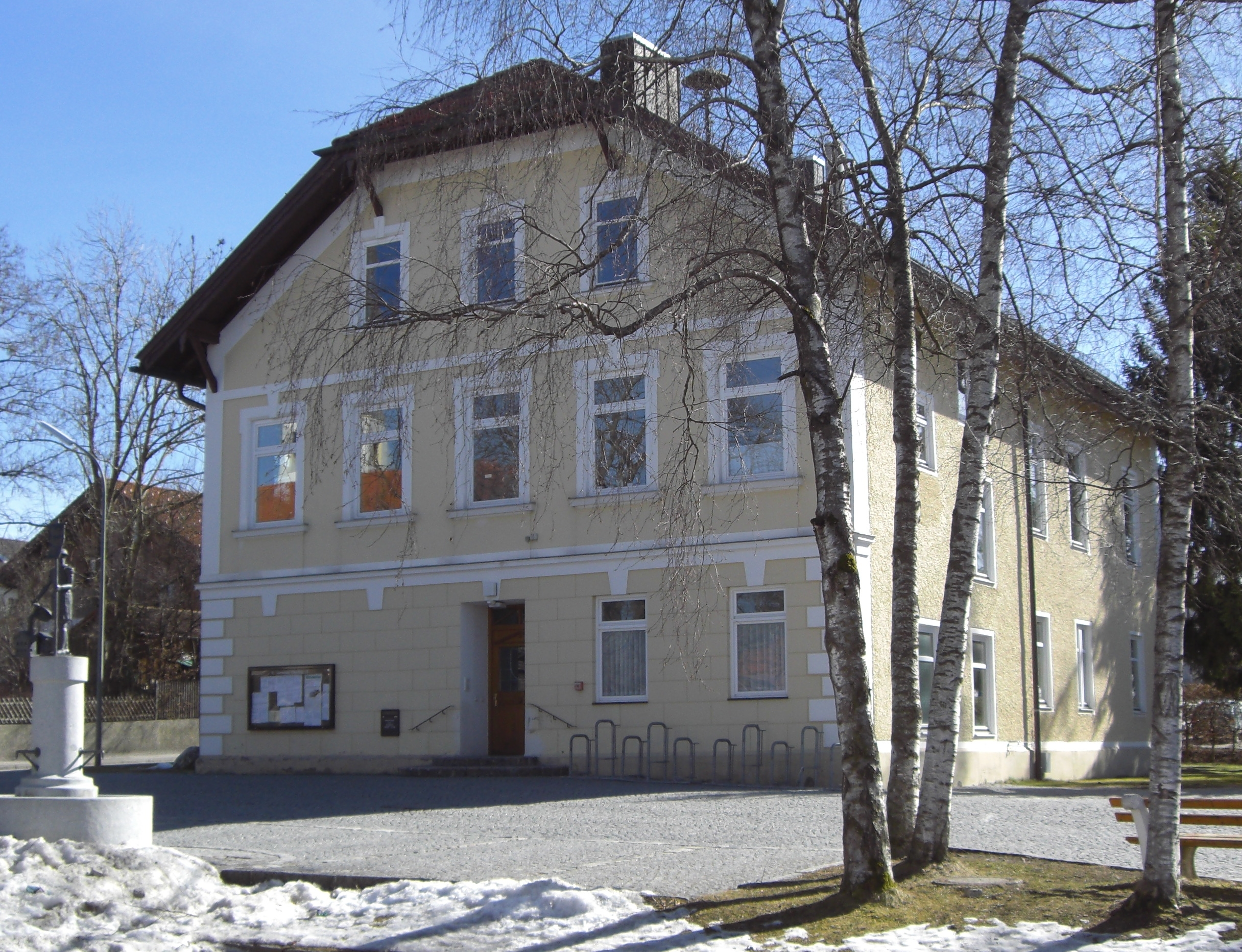
Gemeindeverwaltung, um 1900 als Schulhaus erbaut

Es gibt folgende Einrichtungen (Stand 2023):

### Kindergärten
- Haus für Kinder, Gemeindekindergarten
- Montessori-Kindergarten und -Kinderkrippe
- Katholischer Kindergarten St. Georg

### Schulen
- Grundschule Otterfing

### Schülermittagsbetreuung
- Schwalbennest e. V.
- Rappelkiste e. V.

## Persönlichkeiten

### Ehrenbürger
- Anna Rambeck (1920–2002), Lehrerin in Otterfing von 1942 bis 1975
- Walter Ullmann (1926–2012), Gemeinderat von 1972 bis 1995, sowie 1947 Gründer des VdK-Ortsvereins und von 1947 bis 2006 dessen Vorsitzender[12]

### Persönlichkeiten, die in Otterfing geboren wurden
- Ignaz Hardt (1749–1811), römisch-katholischer Priester und Bibliothekar

### Persönlichkeiten, die in Otterfing wohnen oder wohnten
- Klaus Naumann (* 1939), General a. D. des Heeres der Bundeswehr, von 1991 bis 1996 Generalinspekteur der Bundeswehr
- Rüdiger Wagner (1939–2007), Schriftsteller und Lehrer, ehemaliger stellvertretender Schulleiter des Klenze-Gymnasiums München[13]
- Katja Ebstein (* 1945), Sängerin und Schauspielerin, lebt und arbeitet im Ortsteil Wettlkam
- Beatrix Vogel (* 1945), Philosophin
- Lisa Müller (* 1989), Dressurreiterin
- Thomas Müller (* 1989), Fußballer des FC Bayern München
- Tommy Krappweis (1972), Autor, Komiker, Regisseur, Produzent, Stuntman und Musiker.